# Domaine Takahata
Pour les articles homonymes, voir Takahata (homonymie).
Le domaine viticole de Takahata (高畠ワイナリー, Takahata Winery) est une exploitation vitivinicole qui produit du vin à Takahata, situé dans le district de Higashiokitama (préfecture de Yamagata), au nord du Japon.

## Histoire
L’exploitation vitivinicole de Takahata a été fondée en septembre 1990 par Minamikyushu Coca-Cola Bottling Co., Ltd. en tant que filiale du groupe et financée à 100% par ce dernier, dans le but de produire et de vendre un vin local à base de raisins cultivés au sein de la préfecture de Yamagata. Le domaine accueille aussi les visites.

## Situation et accès
- 2700-1 Nukanome, Takahata-machi ōaza, district de Higashiokitama, préfecture de Yamagata, Japon.
  - Situé à environ 10 minutes à pied depuis la gare JR Takahata-eki.

## Récompenses
- « Japan Winery Award » :[2]
  - « 2019 – Japan Winery Award – 2ème édition » : obtention de 5 étoiles[3].
  - « 2020 – Japan Winery Award – 3ème édition » : obtention de 5 étoiles[4].
  - « 2021 – Japan Winery Award – 4ème édition » : obtention de 5 étoiles[5].
- « Japan Wine Competition » :[6]
  - « 2019 – Japan Wine Competition – 17ème édition » : premier prix[7].
    - « Takahata Winery – Barrique Chardonnay – Vieilli en fût de chêne » (blanc, variété européenne).
- « Decanter World Wine Awards » :
  - « 2021 – Decanter World Wine Awards » : premier prix[8].
    - « 2017 Takahata Majestic – L’ogre rouge » (rouge).